# Miami Heat 2010-2011
La stagione 2010-11 dei Miami Heat fu la 23ª nella NBA per la franchigia.
I Miami Heat vinsero la Southeast Division della Eastern Conference con un record di 58-24. Nei play-off vinsero il primo turno con i Philadelphia 76ers (4-1), la semifinale di conference con i Boston Celtics (4-1), la finale di conference con i Chicago Bulls (4-1), perdendo poi la finale NBA con i Dallas Mavericks (4-2).

## Risultati
| Squadra           | V  | P  | PCT. | GB |
| ----------------- | -- | -- | ---- | -- |
| Miami Heat        | 58 | 24 | 70,7 | -  |
| Orlando Magic     | 52 | 30 | 63,4 | 6  |
| Atlanta Hawks     | 44 | 38 | 53,7 | 14 |
| Charlotte Bobcats | 34 | 48 | 41,5 | 24 |
| Wash. Wizards     | 23 | 59 | 28,0 | 35 |

## Roster
| \| Pos. \| Num. \| Naz. \| Nome \| Altezza \| Peso \| Data nascita \| Provenienza \| \| ---- \| ---- \| ---- \| ------------------- \| ------- \| ------ \| ------------ \| --------------------------------------- \| \| C \| 50 \| \| Anthony, Joel \| 206 cm \| 111 kg \| 09-08-1982 \| UNLV \| \| G \| 8 \| \| Arroyo, Carlos \| 188 cm \| 92 kg \| 30-07-1979 \| Florida International \| \| G \| 0 \| \| Bibby, Mike \| 185 cm \| 86 kg \| 13-05-1978 \| Arizona \| \| A/C \| 1 \| \| Bosh, Chris \| 208 cm \| 103 kg \| 24-03-1984 \| Georgia Tech \| \| G \| 15 \| \| Chalmers, Mario \| 185 cm \| 86 kg \| 19-05-1986 \| Kansas \| \| C \| 25 \| \| Dampier, Erick \| 211 cm \| 120 kg \| 14-07-1975 \| Mississippi State \| \| A \| 40 \| \| Haslem, Udonis \| 203 cm \| 104 kg \| 09-06-1980 \| Florida \| \| G \| 55 \| \| House, Eddie \| 185 cm \| 82 kg \| 14-05-1978 \| Arizona State \| \| A \| 5 \| \| Howard, Juwan \| 206 cm \| 109 kg \| 07-02-1973 \| Michigan \| \| C \| 11 \| \| Ilgauskas, Žydrūnas \| 221 cm \| 108 kg \| 05-06-1975 \| BC Aisciai-Atletas (Lithuania) \| \| A \| 6 \| \| James, LeBron \| 203 cm \| 109 kg \| 30-12-1984 \| St. Vincent St. Mary High School (Ohio) \| \| A \| 22 \| \| Jones, James \| 203 cm \| 102 kg \| 04-10-1980 \| Miami (FL) \| \| A \| 21 \| \| Magloire, Jamaal \| 211 cm \| 117 kg \| 21-05-1978 \| Kentucky \| \| A \| 13 \| \| Miller, Mike \| 203 cm \| 99 kg \| 19-02-1980 \| Florida \| \| C \| 45 \| \| Pittman, Dexter \| 211 cm \| 140 kg \| 02-03-1988 \| Texas \| \| G/AP \| 42 \| \| Stackhouse, Jerry \| 198 cm \| 99 kg \| 05-11-1974 \| North Carolina \| \| G \| 3 \| \| Wade, Dwyane \| 193 cm \| 96 kg \| 17-01-1982 \| Marquette \| | Allenatore - Erik Spoelstra Assistente/i - Bob McAdoo (Vice-allenatore) - Keith Askins (Vice-allenatore) - Ron Rothstein (Vice-allenatore) - David Fizdale (Vice-allenatore) - Chad Kammerer (Vice-allenatore) - Octavio De La Grana (Vice-allenatore/Scout) - Bill Foran (Preparatore fisico) - Jay Sabol (Preparatore atletico) - Rey Jaffet (Assistente preparatore) - David Parks (Assistente preparatore) Legenda - (C) Capitano - (FA) Free agent - (S) Sospeso - (TW) Contratto Two-way - (GL) Assegnato a squadra G League affiliata - Infortunato Roster • Transazioni · Ultima transazione: 30 giugno 2011 |                        |                     |         |        |              |                                         |
| Pos. | Num. | Naz.                   | Nome                | Altezza | Peso   | Data nascita | Provenienza                             |
| C | 50 | Canada (bandiera)      | Anthony, Joel       | 206 cm  | 111 kg | 09-08-1982   | UNLV                                    |
| G | 8 | Porto Rico (bandiera)  | Arroyo, Carlos      | 188 cm  | 92 kg  | 30-07-1979   | Florida International                   |
| G | 0 | Stati Uniti (bandiera) | Bibby, Mike         | 185 cm  | 86 kg  | 13-05-1978   | Arizona                                 |
| A/C | 1 | Stati Uniti (bandiera) | Bosh, Chris         | 208 cm  | 103 kg | 24-03-1984   | Georgia Tech                            |
| G | 15 | Stati Uniti (bandiera) | Chalmers, Mario     | 185 cm  | 86 kg  | 19-05-1986   | Kansas                                  |
| C | 25 | Stati Uniti (bandiera) | Dampier, Erick      | 211 cm  | 120 kg | 14-07-1975   | Mississippi State                       |
| A | 40 | Stati Uniti (bandiera) | Haslem, Udonis      | 203 cm  | 104 kg | 09-06-1980   | Florida                                 |
| G | 55 | Stati Uniti (bandiera) | House, Eddie        | 185 cm  | 82 kg  | 14-05-1978   | Arizona State                           |
| A | 5 | Stati Uniti (bandiera) | Howard, Juwan       | 206 cm  | 109 kg | 07-02-1973   | Michigan                                |
| C | 11 | Lituania (bandiera)    | Ilgauskas, Žydrūnas | 221 cm  | 108 kg | 05-06-1975   | BC Aisciai-Atletas (Lithuania)          |
| A | 6 | Stati Uniti (bandiera) | James, LeBron       | 203 cm  | 109 kg | 30-12-1984   | St. Vincent St. Mary High School (Ohio) |
| A | 22 | Stati Uniti (bandiera) | Jones, James        | 203 cm  | 102 kg | 04-10-1980   | Miami (FL)                              |
| A | 21 | Canada (bandiera)      | Magloire, Jamaal    | 211 cm  | 117 kg | 21-05-1978   | Kentucky                                |
| A | 13 | Stati Uniti (bandiera) | Miller, Mike        | 203 cm  | 99 kg  | 19-02-1980   | Florida                                 |
| C | 45 | Stati Uniti (bandiera) | Pittman, Dexter     | 211 cm  | 140 kg | 02-03-1988   | Texas                                   |
| G/AP | 42 | Stati Uniti (bandiera) | Stackhouse, Jerry   | 198 cm  | 99 kg  | 05-11-1974   | North Carolina                          |
| G | 3 | Stati Uniti (bandiera) | Wade, Dwyane        | 193 cm  | 96 kg  | 17-01-1982   | Marquette                               |